# Number 1 (Big Bang)

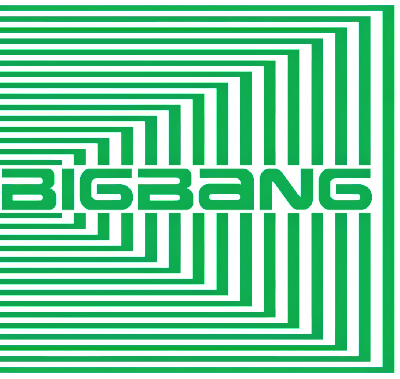

Number 1 è il secondo album in studio del gruppo musicale sudcoreano Big Bang, pubblicato il 9 ottobre 2008 dalle etichette YG Entertainment e Universal Music Japan.

## Descrizione
L'album include i brani registrati per i primi due mini album giapponesi e alcuni brani del loro mini album coreano.

## Tracce
1. Intro - 1:12
2. Number 1 - 3:20
3. Make Love (Inglese) - 3:37
4. Come Be My Lady (Inglese) - 2:55
5. Haru Haru - 4:16
6. With U (Inglese) - 3:01
7. How Gee (Inglese) - 3:15
8. Baby Baby (Inglese) - 3:54
9. So Beautiful (Inglese) - 3:38
10. Remember (Inglese) - 3:22
11. Heaven - 3:53
12. Everything (Inglese) - 3:55
13. Always (Inglese) - 3:55
14. Candle (Together Forever) (Giapponese) - 4:02